# Wagan (Białoruś)
Wagan (biał. Ваган, Wahan; ros. Ваган, Wagan) – wieś na Białorusi, w obwodzie brzeskim, w rejonie łuninieckim, w sielsowiecie Sinkiewicze.
W dwudziestoleciu międzywojennym ówczesny chutor leżał w Polsce, w województwie poleskim, w powiecie łuninieckim, w gminie Lenin (Sosnkowicze). Po II wojnie światowej w granicach Związku Radzieckiego. Od 1991 w niepodległej Białorusi.